# 디아블로 (밴드)
디아블로(Diablo)는 대한민국의 헤비메탈 밴드로, 세계적인 밴드 판테라(Pantera)가 직접 찾아와 ‘엄지 척’을 할 정도의 실력파 뮤지션들로 구성돼 있다. 다소 무서워보이는 인상과 달리 바른 생활과 깎듯한 칼매너로도 잘 알려져있다. 다양한 분야의 아티스트와의 콜라보를 한다거나 해가 거듭할수록 파격적인 변화(예를 들면 서정적인 멜로디 라인을 추가한다거나 뭐 급기야는 아이돌과 함께 새로운 음악을 만든다거나)를 시도한다는 점이 돋보인다. 보통 사람들에게 생소할 수 있는 헤비메탈 장르를 정통적이면서도 고루하지 않은 시각으로 해석해내는 것이 이들의 특징이기도 하다. 영화와 드라마의 OST도 여러 차례 제작하여 알게 모르게 많은 곳에서 밴드 디아블로의 음악을 접할 수 있다.

## 구성원
- 장학 - 보컬 (2009년 - 현재)
- 김수한 - 기타 (1993년 - 현재)
- 록(최창록) - 기타 (2004년 - 현재)
- 이기석 - 베이스 (2025년 - 현재)
- 추명교 - 드럼 (1993년 - 현재)

### 전 구성원
- 박정원 - 보컬 (1993년 - 2009년)
- 김형중 - 베이스 (1993년 - 2008년)
- 윤재필 - 베이스 (2008년 - 2012년, 2021년 - 2024년)
- 강준형 - 베이스 (2012년 - 2014년)
- 송 민 - 베이스 (2014년 - 2020년)

## 음반 목록

### 정규 앨범
- 2000년 7월 - 1집 Desirous Infection
- 2003년 9월 4일 - Desirous Infection [Repackage]
- 2010년 4월 15일 - 2집 Undefined
- 2012년 12월 20일 - Dumb [EP]
- 2013년 10월 30일 - The Death of Shame [EP]
- 2014년 - Breath [Single]

### 참여 앨범
- 1997년 10월 - Legal Defense
- 1999년 9월 - Tribute: 77 99 22
- 2001년 - 대한민국 하드코어 2001
- 2001년 7월 - Hard Core 2001
- 2019년 5월 - 보이스3 (OCN 드라마) OST - Part 1